# Bardwell (Kentucky)
Pour les articles homonymes, voir Bardwell.
Bardwell est une ville américaine, siège du comté de Carlisle, dans le Kentucky.

## Histoire
- Ancienne gare de Bardwell.